# Triangolo di Pirogov
L'area o triangolo di Pirogov, anche definito triangolo dell'arteria linguale e spazio ipoglosso ioideo, è una regione anatomica situata nella parte superiore del collo. 

## Topografia
Il triangolo dell'arteria linguale è delimitato dal tendine intermedio del muscolo digastrico, dal margine posteriore del muscolo miloioideo e dal nervo ipoglosso superiormente. Dà passaggio, in prossimità della sua origine dalla carotide esterna, all'arteria linguale che, al di sotto di quest'area, cede il ramo dorsale della lingua.

## Eponimo
La denominazione proviene dal medico russo Nikolaj Ivanovič Pirogov.